# Polygala densiracemosa
Polygala densiracemosa är en jungfrulinsväxtart som beskrevs av Lüdtke och Miotto. Polygala densiracemosa ingår i släktet jungfrulinssläktet, och familjen jungfrulinsväxter. Inga underarter finns listade i Catalogue of Life.